# Мидлув
Мидлув (пол. Mydłów) — село в Польщі, у гміні Іваніська Опатовського повіту Свентокшиського воєводства.
Населення — 358 осіб (2011).
У 1975-1998 роках село належало до Тарнобжезького воєводства.

## Демографія
Демографічна структура на день 31 березня 2011 року:
|          | Загалом | Допрацездатний вік | Працездатний вік | Постпрацездатний вік |
| -------- | ------- | ------------------ | ---------------- | -------------------- |
| Чоловіки | 197     | 49                 | 119              | 29                   |
| Жінки    | 161     | 27                 | 87               | 47                   |
| Разом    | 358     | 76                 | 206              | 76                   |